# Tanyptera hebeiensis
Tanyptera hebeiensis är en tvåvingeart som beskrevs av Yang 1988. Tanyptera hebeiensis ingår i släktet Tanyptera och familjen storharkrankar. Inga underarter finns listade i Catalogue of Life.